# 81 Terpsichore
81 Terpsichore је астероид главног астероидног појаса са пречником од приближно 119,08 km.
Афел астероида је на удаљености од 3,446 астрономских јединица (АЈ) од Сунца, а перихел на 2,264 АЈ.
Ексцентрицитет орбите износи 0,206, инклинација (нагиб) орбите у односу на раван еклиптике 7,803 степени, а орбитални период износи 1762,268 дана (4,824 године).
Апсолутна магнитуда астероида је 8,48 а геометријски албедо 0,050.
Астероид је откривен 30. септембра 1864. године.